# (100319) 1995 MY4
(100319) 1995 MY4 es un asteroide perteneciente al cinturón de asteroides, descubierto el 22 de junio de 1995 por el equipo del Spacewatch desde el Observatorio Nacional de Kitt Peak, Arizona, Estados Unidos.

## Designación y nombre
Designado provisionalmente como 1995 MY4.

## Características orbitales
1995 MY4 está situado a una distancia media del Sol de 2,282 ua, pudiendo alejarse hasta 2,545 ua y acercarse hasta 2,019 ua. Su excentricidad es 0,115 y la inclinación orbital 7,661 grados. Emplea 1259 días en completar una órbita alrededor del Sol.

## Características físicas
La magnitud absoluta de 1995 MY4 es 16,2.